# Joachim Czok
Joachim Henryk Czok (ur. 1 kwietnia 1939 w Zabrzu, zm. 6 lipca 1998 w Niemczech) – polski piłkarz występujący na pozycji napastnika i pomocnika.
Czok był wychowankiem Stali Zabrze. W 1959 roku otrzymał powołanie do wojska i służbowe oddelegowanie do drugoligowego Śląska Wrocław, dla którego na przestrzeni lat 1959–1961 zdobył siedemnaście bramek. Od 1962 roku występował w Górniku Zabrze, z którym pięciokrotnie zdobył mistrzostwo Polski (1962/1963, 1963/1964, 1964/1965, 1965/1966, 1966/1967) oraz jednokrotnie wicemistrzostwo (1962) i Puchar Polski (1964/1965). W półfinałowym spotkaniu Pucharu Polski przeciwko Legii Warszawa (1:2, 21 marca 1965 roku), zdobył bramkę dającą awans do finału bezpośrednio z rzutu rożnego. Kolejno reprezentował ROW Rybnik, który zasilił zimą 1966 roku, natomiast karierę zakończył w Sparcie Mikulczyce. W 1977 roku wyemigrował do Niemiec, gdzie mieszkał do śmierci.

## Statystyki w latach 1962–1966
| Sezon     | Klub          | Liga   | Liga krajowa | Liga krajowa | Puchar krajowy | Puchar krajowy | Europejskie puchary | Europejskie puchary | Łącznie | Łącznie |
| --------- | ------------- | ------ | ------------ | ------------ | -------------- | -------------- | ------------------- | ------------------- | ------- | ------- |
| Sezon     | Klub          | Liga   | Meczów       | Bramek       | Meczów         | Bramek         | Meczów              | Bramek              | Meczów  | Bramek  |
| 1962      | Górnik Zabrze | I Liga | 10           | 2            | 5              | 1              | –                   | –                   | 15      | 3       |
| 1962/1963 | Górnik Zabrze | I Liga | 22           | 10           | 4              | 0              | –                   | –                   | 26      | 10      |
| 1963/1964 | Górnik Zabrze | I Liga | 10           | 1            | –              | –              | 1                   | 0                   | 11      | 1       |
| 1964/1965 | Górnik Zabrze | I Liga | 12           | 2            | 3              | 1              | –                   | –                   | 15      | 3       |
| 1965/1966 | Górnik Zabrze | I Liga | 3            | 0            | –              | –              | 2                   | 2                   | 5       | 2       |
| 1966/1967 | Górnik Zabrze | I Liga | 1            | 0            | –              | –              | –                   | –                   | 1       | 0       |
| Razem     | Razem         | Razem  | 58           | 15           | 12             | 2              | 3                   | 2                   | 73      | 19      |

## Sukcesy

### Górnik Zabrze
- Mistrzostwo Polski (5 razy) w sezonach: 1962/1963, 1963/1964, 1964/1965, 1965/1966, 1966/1967
- Wicemistrzostwo Polski w sezonie 1962
- Puchar Polski w sezonie 1964/1965